# NGC 549
NGC 549 ist eine Balken-Spiralgalaxie vom Hubble-Typ SBa im Sternbild Bildhauer am Südsternhimmel. Sie ist schätzungsweise 269 Millionen Lichtjahre von der Milchstraße entfernt und hat einen Durchmesser von etwa 45.000 Lj.
Im selben Himmelsareal befinden sich u. a. die Galaxien NGC 534, NGC 544, NGC 546.
Das Objekt wurde am 29. November 1837 von dem britischen Astronomen John Herschel entdeckt.